# Onceroxenus birdi
Onceroxenus birdi är en kräftdjursart som beskrevs av Geoffrey Allen Boxshall och Roger J. Lincoln 1987. Onceroxenus birdi ingår i släktet Onceroxenus och familjen Deoterthridae. Inga underarter finns listade i Catalogue of Life.